# Consell Regional de Picardia
El Consell regional de Picardia (França) és una assemblea elegida que dirigeix la regió de Picardia. La seu es troba a Amiens. Actualment és presidit per Claude Gewerc (PS). Està format per 57 membres.

## Eleccions Regionals de 2010
| Cap de llista | Cap de llista       | Llista                        | Primera volta | Primera volta | Segona volta | Segona volta | Escons | Escons |
| Cap de llista | Cap de llista       | Llista                        | #             | %             | #            | %            | #      | %      |
| ------------- | ------------------- | ----------------------------- | ------------- | ------------- | ------------ | ------------ | ------ | ------ |
|               | Claude Gewerc*      | PS i aliats                   | 153 044       | 26,64         | 310 672      | 48,28        | 35     | 61,40  |
|               | Christophe Porquier | EÉ                            | 57 343        | 9,98          | 310 672      | 48,28        | 35     | 61,40  |
|               | Caroline Cayeux     | Majoria presidencial          | 149 007       | 25,94         | 208 673      | 32,43        | 14     | 24,56  |
|               | Michel Guiniot      | FN                            | 90 802        | 15,81         | 124 177      | 19,30        | 8      | 14,04  |
|               | Maxime Gremetz      | Colère et Espoir              | 35 643        | 6,20          |              |              |        |        |
|               | Thierry Aury        | FG - Alternatifs - PCOF - DVG | 30 721        | 5,35          |              |              |        |        |
|               | France Mathieu      | MoDem - AEI - Cap21           | 21 486        | 3,74          |              |              |        |        |
|               | Sylvain Desbureaux  | NPA                           | 17 269        | 3,01          |              |              |        |        |
|               | Thomas Joly         | PDF - MNR                     | 11 624        | 2,02          |              |              |        |        |
|               | Roland Szpirko      | LO                            | 7 555         | 1,32          |              |              |        |        |
|               |                     |                               |               |               |              |              |        |        |
| Inscrits      | Inscrits            | Inscrits                      | 1 321 513     | 100,00        | 1 321 067    | 100,00       |        |        |
| Abstenció     | Abstenció           | Abstenció                     | 719 286       | 54,43         | 645 218      | 48,84        |        |        |
| Votants       | Votants             | Votants                       | 602 227       | 45,57         | 675 849      | 51,16        |        |        |
| Blancs i nuls | Blancs i nuls       | Blancs i nuls                 | 27 733        | 4,61          | 32 327       | 4,76         |        |        |
| Vàlids        | Vàlids              | Vàlids                        | 574 494       | 95,39         | 643 522      | 95,24        |        |        |

* llista del president sortint
| Partit | Partit                              | Nombre d'escons | Grup                                |
| ------ | ----------------------------------- | --------------- | ----------------------------------- |
|        | Moviment Unitari Progressista       | 3               | Comunistes Unitaris i Progressistes |
|        | Initiative Démocratique de Gauche   | 1               | Socialista, Republicà i Ciutadà     |
|        | Moviment Republicà i Ciutadà        | 2               | Socialista, Republicà i Ciutadà     |
|        | Partit Socialista                   | 18              | Socialista, Republicà i Ciutadà     |
|        | Partit Radical d'Esquerra           | 3               | Partit radical d'esquerra           |
|        | Europe Ecologie - Les Verts         | 8               | Europa Ecologia                     |
|        | Total Esquerra                      | 35              | 60,34%                              |
|        | Unió dels Demòcrates i Independents | 3               | Envie de Picardie                   |
|        | Unió pel Moviment Popular           | 7               | Envie de Picardie                   |
|        | Divers Droite                       | 2               | Envie de Picardie                   |
|        | Cacera, Pesca, Natura i Tradicions  | 1               | Envie de Picardie                   |
|        | Moviment Per França                 | 1               | Envie de Picardie                   |
|        | Total Dreta                         | 14              | 24,14%                              |
|        | Front Nacional                      | 8               | Front Nacional                      |
|        | Total Extrema Dreta                 | 8               | 13,79%                              |

## Presidents del Consell Regional
| Data d'elecció                           | Identitat       | Partit        | Qualitat |
| ---------------------------------------- | --------------- | ------------- | -------- |
| 1974-1976                                | Jean Legendre   | CNIP          |          |
| 1976-1978                                | Charles Baur    | UDF           |          |
| 1978-1979                                | Max Lejeune     | PSD           |          |
| 1979-1980                                | Jacques Mossion | Divers droite |          |
| 1980-1981                                | Raymond Maillet | PCF           |          |
| 1981-1983                                | René Dosière    | PS            |          |
| 1983-1985                                | Walter Amsallem | PS            |          |
| 1985-2004                                | Charles Baur    | UDF           |          |
| 2004-                                    | Claude Gewerc   | PS            |          |
| les dades anteriors no són pas conegudes |                 |               |          |
|                                          |                 |               |          |